# Ignatiushuis (Amsterdam)

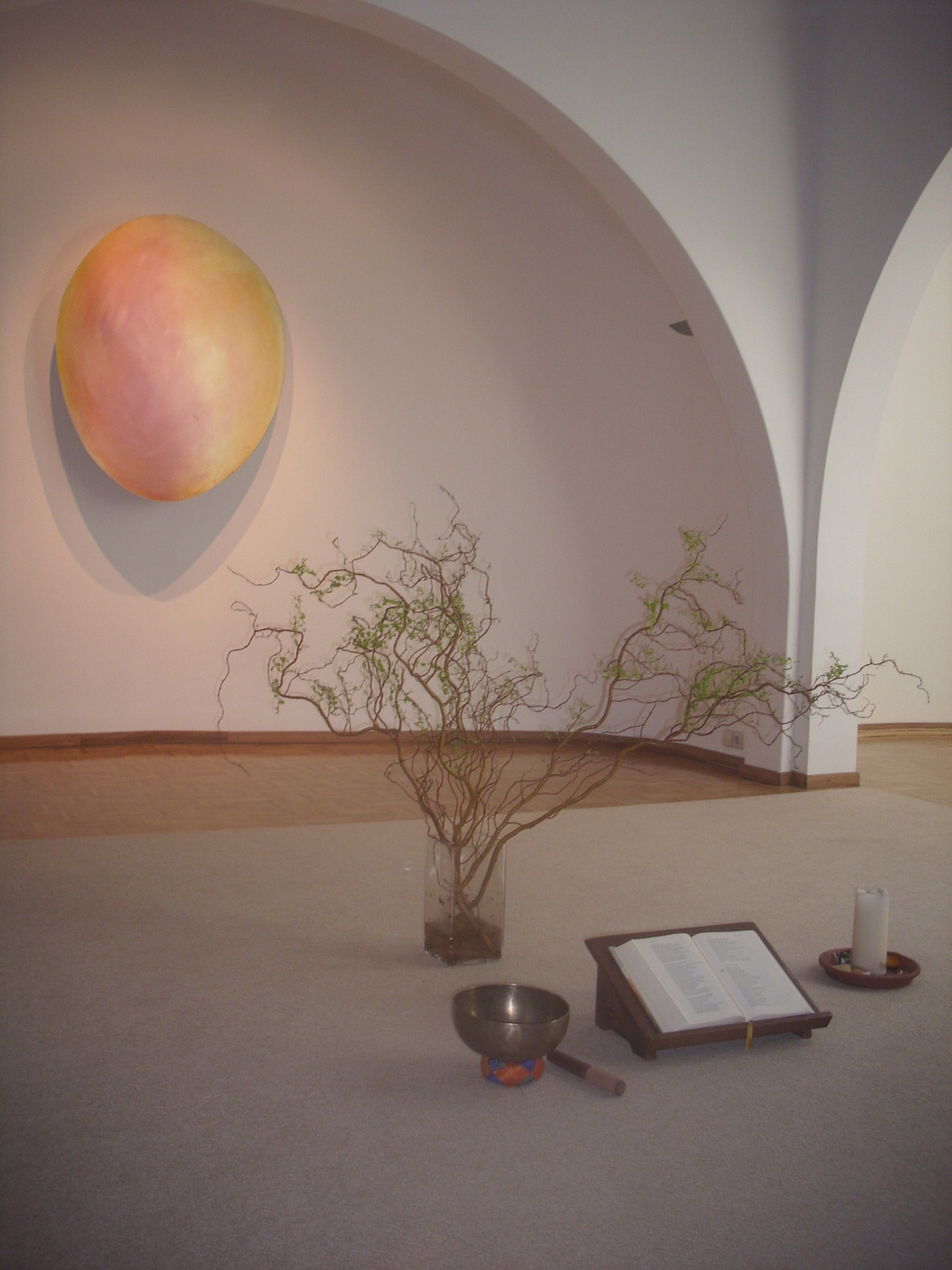
Een kamer voor reflectie

Het Ignatiushuis is een religieus vormingscentrum van de jezuïeten in Amsterdam. Het is sinds 2000 gevestigd in de Beulingstraat, om de hoek van de jezuïetenkerk Krijtberg (Sint Franciscus Xaverius) aan het Singel in de binnenstad van Amsterdam.
Het gebouw bevat zalen voor vergaderingen, lezingen, cursussen en workshops en een meditatieruimte voor reflectie.

## Achtergrond
Het Ignatiushuis werd opgericht in 1985 als centrum voor spiritualiteit en was oorspronkelijk gevestigd aan de Hobbemakade, in het patershuis van het Ignatius College. Het is gewijd aan Ignatius van Loyola, de stichter van de jezuïeten. De eerste directeur was Paul Begheyn. De directeur is een jezuïet, maar tot het stichtingsbestuur, de medewerkers en de vrijwilligers behoren ook leken, leden van andere katholieke religieuze orden en mensen uit andere christelijke stromingen.